# Master of Madness Tour
Master of Madness Tour – amerykańska trasa koncertowa Alice Coopera i Marilyn Mansona; obejmuje osiemnaście koncertów.
1. 1 czerwca 2013 – Albuquerque, Nowy Meksyk, USA - Isleta Amphitheater
2. 3 czerwca 2013 – Morrison, Kolorado, USA - Red Rocks Amphitheatre
3. 4 czerwca 2013 – West Valley City, Utah, USA - USANA Amphitheatre
4. 6 czerwca 2013 – Los Angeles, Kalifornia, USA - Gibson Amphitheatre
5. 7 czerwca 2013 – Tucson, Arizona, USA - AVA Amphithater
6. 8 czerwca 2013 – El Paso, Teksas, USA - Don Haskins Center
7. 10 czerwca 2013 – Grand Prairie, Teksas, USA - Verizon Theater at Grand Prairie
8. 13 czerwca 2013 – Cleveland, Ohio, USA - Jacobs Pavillion
9. 14 czerwca 2013 – Buffalo, Nowy Jork, USA - Buffalo Outer Harbor Site
10. 15 czerwca 2013 – Montebello, Kanada - Marina Montebello
11. 17 czerwca 2013 – Columbia, Maryland, USA - Merriweather Post Pavilion
12. 18 czerwca 2013 – Reading, Pensylwania, USA - Sovereign Center
13. 20 czerwca 2013 – Gilford, New Hampshire, USA - Meadowbrook U. S. Cellular Pavilion
14. 21 czerwca 2013 – Uncasville, Connecticut, USA - Mohegan Sun Arena
15. 23 czerwca 2013 – Pittsburgh, Pensylwania, USA - Stage AE
16. 25 czerwca 2013 – St. Charles, Missouri, USA - Family Arena
17. 27 czerwca 2013 – Bonner Springs, Kansas, USA - Cricket Wireless Amphitheater
18. 28 czerwca 2013 – Rockford, Illinois, USA - BMO Harris Bank Center

## Źródła
- http://loudwire.com/marilyn-manson-alice-cooper-more-dates-2013-masters-of-madness-tour/